# درل میچل
دَریل میچل (انگلیسی: Daryl Mitchell؛ زادهٔ ۱۶ ژوئیهٔ ۱۹۶۵) هنرپیشه اهل ایالات متحده آمریکا است. از فیلم‌هایی که وی در آن نقش داشته است، می‌توان به ماجراجویی کهکشانی، سیب‌زمینی سرخ‌شده خانگی، ان‌سی‌آی‌اس: نیواورلئان، شوالیه سیاه، گروهبان بیلکو، ۱۳ ماه و اعداد شانس اشاره کرد.